# 줄리아 라차리니
줄리아 라차리니(Giulia Lazzarini, 1934년 3월 24일 ~ )는 이탈리아의 배우이다.

## 출연 작품
- 나의 어머니 (2015)